# Auerbach in der Oberpfalz
Auerbach in der Oberpfalz település Németországban, azon belül Bajorországban. Lakosainak száma 9127 fő (2023. december 31.).

## Népesség
A település népessége az elmúlt években az alábbi módon változott:
| Lakosok száma | 1673 | 4975 | 5696 | 8900 | 8861 | 8813 | 8859 | 8803 | 8880 | 9127 |
|               | 1875 | 1950 | 1975 | 1987 | 2012 | 2014 | 2016 | 2017 | 2021 | 2023 |